# Ferdinand Gottlieb Schmeltz
Ferdinand Gottlieb Schmeltz (* August 1667 in Lommatzsch; † 6. Februar 1725 in Dresden) war ein deutscher Mediziner. Er war Leibarzt der Kurfürstin und des Kurprinzen von Sachsen und trug den Titel königlich-polnischer und kurfürstlich-sächsischer Hofrat und Leibmedicus.

## Leben und Wirken
Er stammte aus Lommatzsch und war der Sohn des dortigen Apothekers Ferdinand Schmeltz. Seine beiden Schwestern waren Anna Dorothea Linck († 1729) und Susanna Elisabeth († 1741), Witwe des Wittenberger Biologieprofessors Johann Thiel. Er war später so vermögend, dass er beiden ein Legat vermachte.
In der Lommatzscher Apotheke lernte Schmeltz am 8. November 1685 den Kurfürsten Johann Georg III. mit Ehefrau und dessen beiden Söhne Johann Georg IV. und August den Starken persönlich kennen, als diese dort bei seinen Eltern zu Mittag speisten. Der 18-Jährige Schmeltz stellte sich fortan in den Dienst der kurfürstlichen Familie, die ein Vertrauensverhältnis zu ihm aufbauten. Mit kurfürstlicher finanzieller Unterstützung studierte Schmeltz an der Universität Tübingen Medizin und promovierte dort zum Dr. med. Das Thema seiner Dissertation lautete In Perantiqua Eberhardina, Iussu [Jussu] & Authoritate Gratiosi Medicorum Ordinis.
Nach Sachsen zurückgekehrt wirkte Schmeltz fortan als Mediziner am Dresdner Hof und wurde Leibarzt der Kurfürstin und deren Kinder. Nach dem Tod des Kurfürsten Johann Georg III. 1691 folgte Schmeltz der Kurfürstin zeitweise auch auf deren Witwensitz Schloss Lichtenburg. Daneben praktizierte auch er für begüterte Bürger Dresdens und gelangte dadurch zu Wohlstand, der ihm auch Geldanleihen an verschuldete Adlige wie zum Beispiel 1708 an George Damian Marschall von Bieberstein ermöglichte. 
Seine letzten Lebensjahre verbrachte Schmeltz meist in Zscheila bei Meißen, wo er auch begraben wurde. Sein reichverziertes Grabmal aus Sandstein war in der dortigen Trinitatiskirche noch zu Beginn des 20. Jahrhunderts vorhanden.
Aus seinen zwei Ehen hinterließ Schmeltz drei Töchter, die nach Klagen gegen die (Stief-)Mutter am 5. März 1727 das väterliche Erbe untereinander aufteilten. Die älteste Tochter Sophia Wilhelmina heiratete den Kaufmann Christian Ludwig Schilling, starb allerdings bereits im Alter von 23 Jahren in Dresden und wurde Anfang September 1729 in Zscheila beigesetzt. Die mittlere Tochter Johanna Charlotte heiratete Johann Paul Vockel in Dresden und die jüngste Tochter Ferdinande Henriette war 1727 noch unverheiratet.